# Novocernihivske, Sînelnîkove
Novocernihivske (în ucraineană Новочернігівське) este un sat în comuna Mîroliubivka din raionul Sînelnîkove, regiunea Dnipropetrovsk, Ucraina.

## Demografie
Componența lingvistică a localității Novocernihivske
     Ucraineană (94,44%)
     Belarusă (3,7%)
     Rusă (1,85%)
Conform recensământului din 2001, majoritatea populației localității Novocernihivske era vorbitoare de ucraineană (94,44%), existând în minoritate și vorbitori de belarusă (3,7%) și rusă (1,85%).